# Feuerthalen
Feuerthalen (schweizerdeutsch Fü(ü)rtale) ist eine Gemeinde im Bezirk Andelfingen des Kantons Zürich in der Schweiz. Zu der Gemeinde gehört der Ort Langwiesen.

## Wappen
Blasonierung:
In Blau ein silbernes Tatzenkreuz, überhöht von einem silbernen Sensenblatt

## Geographie
Feuerthalen liegt nördlich des stark bewaldeten Cholfirsts in einer durch den Rhein gebildeten Flusslandschaft im Ausseramt des Bezirks Andelfingen direkt am Flussufer gegenüber der Stadt Schaffhausen, mit der es über eine Strassenbrücke und eine Eisenbahnbrücke verbunden ist. Von der Gemeindefläche dienen 10,4 Prozent der Landwirtschaft, 44,4 Prozent sind mit Wald bedeckt, 10,8 Prozent sind Verkehrsfläche, 32,4 Prozent Siedlungsfläche, 1,6 Prozent Gewässer, und 0,4 Prozent sind unproduktive Fläche (Stand 2018). Feuerthalen ist die nördlichste Gemeinde des Kantons Zürich und hat eine internationale Grenze mit der Exklave Büsingen am Hochrhein (Deutschland).

## Bevölkerung
| Jahr | Einwohner |
| ---- | --------- |
| 1634 | 205       |
| 1739 | 300       |
| 1836 | 655       |
| 1850 | 769       |
| 1900 | 1992      |
| 1950 | 2739      |
| 2000 | 2861      |
| 2005 | 3214      |
| 2010 | 3467      |
| 2015 | 3564      |
| 2020 | 3700      |
| 2022 | 3766      |

## Politik

### Gemeinderat
Der Gemeinderat Feuerthalen besteht aus sieben Mitgliedern und ist wie folgt aufgestellt:
- Jürg Grau: Gemeindepräsident; Präsidium und Verwaltung, Kultur, Verkehr
- Matthias Huber: 1. Vizepräsident; Finanzen
- Markus Späth-Walter: Bildung
- Igor Zanon: Gesundheit, Schutz & Sicherheit
- Tonino D’Ascanio: 2. Vizepräsident; Hochbau & Raumplanung
- Holger Gurtner: Gesellschaft
- Florian Schmid: Infrastruktur

### Eidgenössische Wahlen
Die Wähleranteile bei der Nationalratswahl 2023: SVP 30,65 % (−0,88 %), SP 22,10 % (+3,45 %), glp 12,44 % (−1,90 %), Die Mitte 9,76 % (+2,21 %), FDP 8,20 % (−0,92 %), Grüne 8,02 % (−3,87 %), EVP 2,68 % (−0,58 %), Mass-Voll! 1,33 %, EDU 1,32 % (−0,02 %), PfL Pflegeliste 1,06 %, Aufrecht Zürich 0,89 %, andere (9) 1,55 %. Die Wahlbeteiligung lag bei 42 %.

## Geschichte

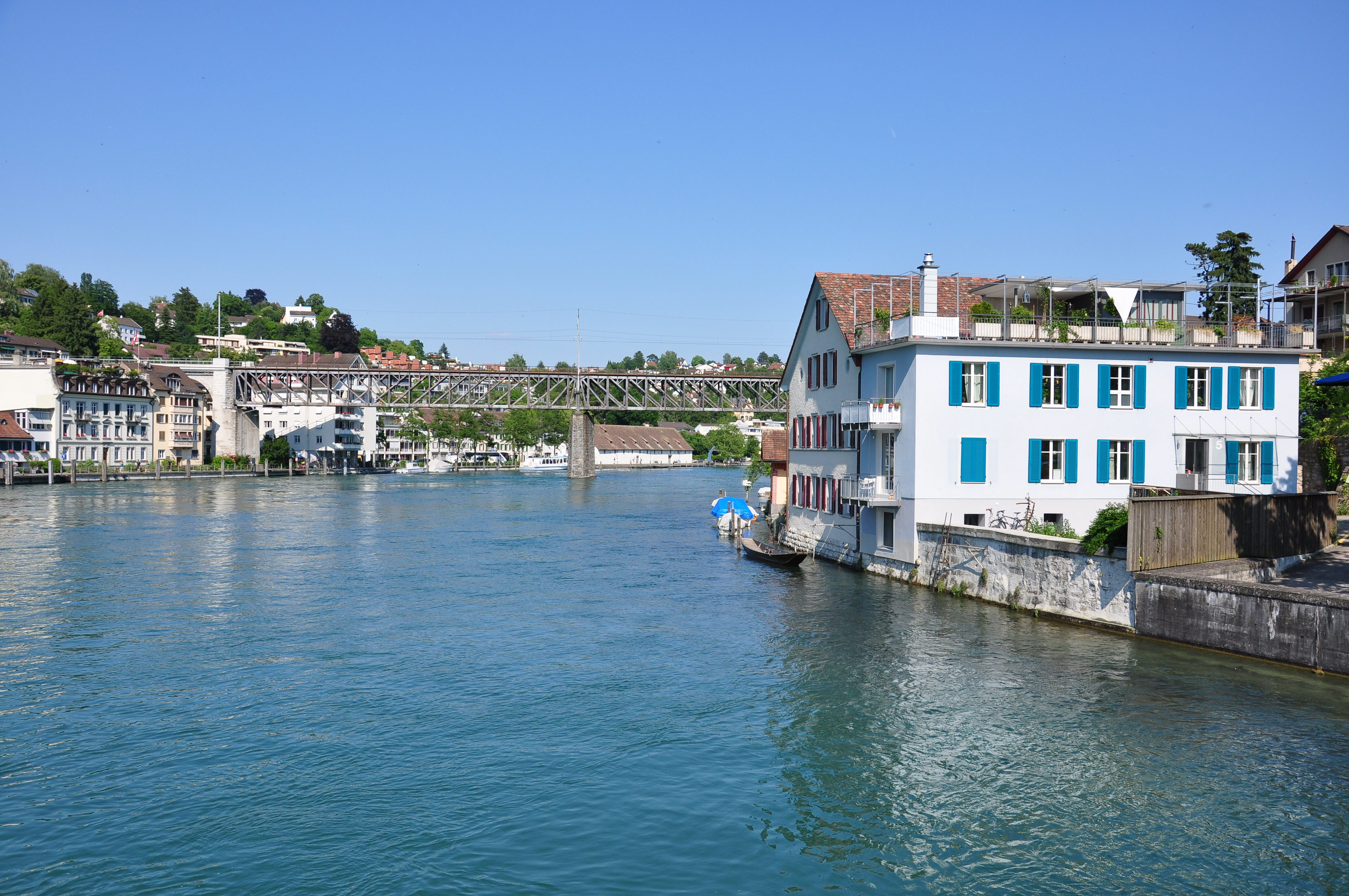
Rheinbrücke Feuerthalen–Schaffhausen

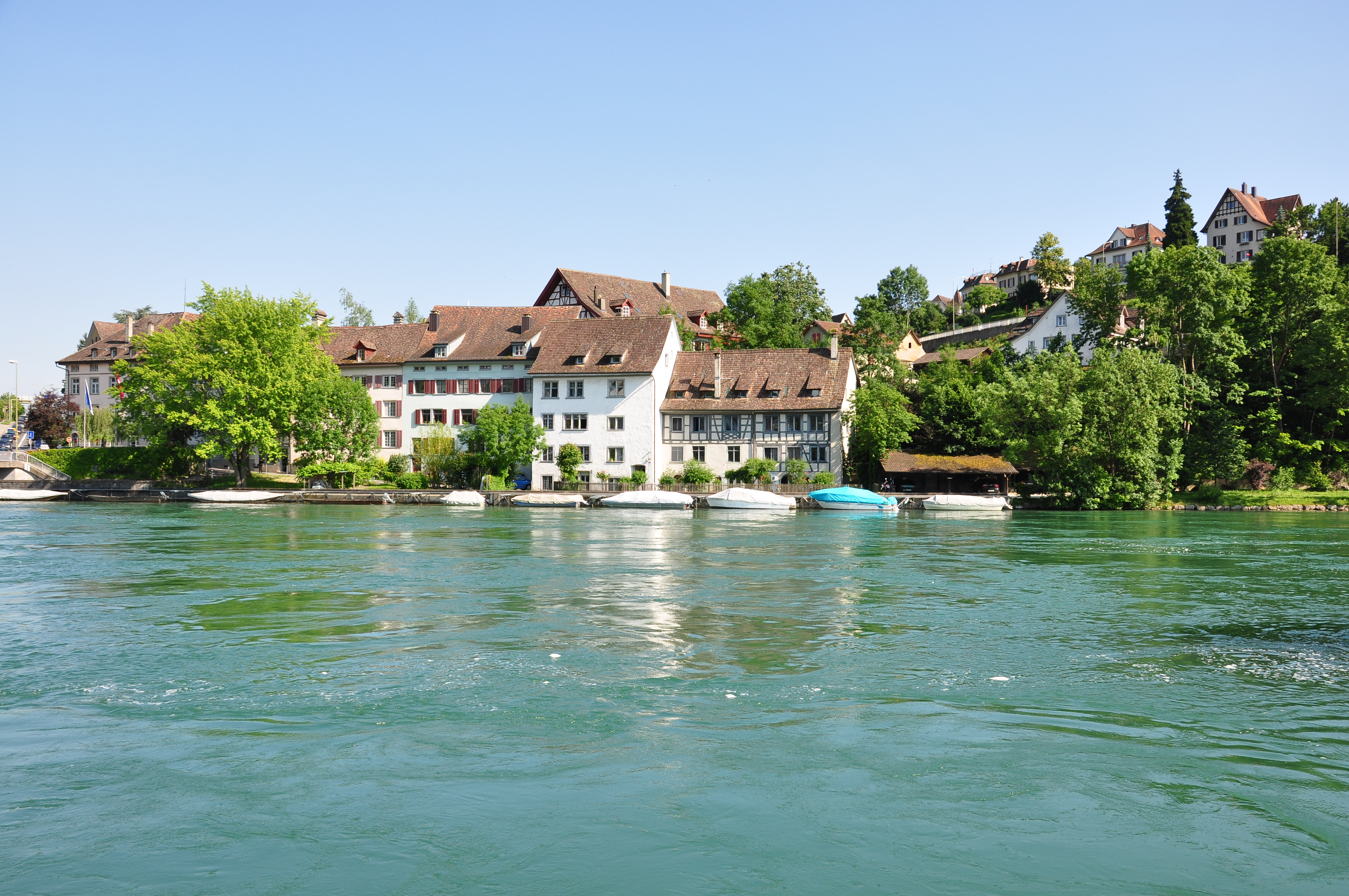
Ansicht von Schaffhausen über den Rhein auf Feuerthalen

Luftbild von 1929, aufgenommen aus 500 Metern Höhe von Walter Mittelholzer

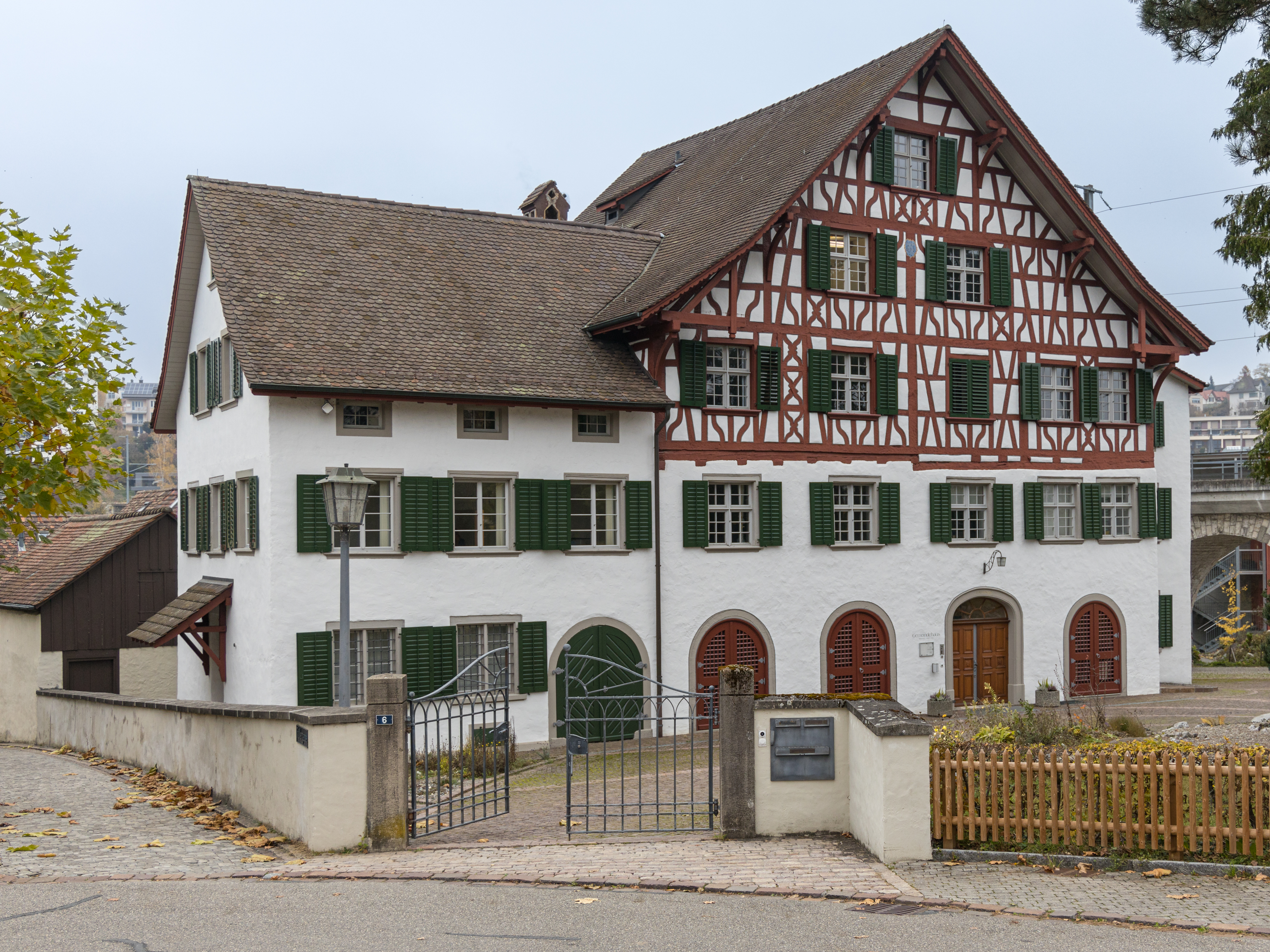
Gemeindehaus Fürstengut

Als erstes der beiden Dörfer wurde Langwiesen im Jahr 876 als Langewisa urkundlich erwähnt. Damals übergab der Rheinauer Abt Wolvene die Ländereien an den Grafen Gozbert. Im 10. Jahrhundert ging der Besitz an das Bistum Konstanz über.
Die erste urkundliche Erwähnung von Feuerthalen datiert aus dem Jahr 1318 als Furtal an dem Rine. Der Name wird von der Furt abgeleitet, die hier im Mittelalter bestand. Seit 1528 hat Feuerthalen das Marktrecht.
Am 13. April 1799 wurde die von Hans Ulrich Grubenmann in den Jahren 1754 bis 1756 erbaute, gedeckte Rheinbrücke von den Truppen Napoleon Bonapartes niedergebrannt. Durch Beschuss der österreichischen Truppen auf die abziehenden Franzosen wurden im Ort 24 Häuser zerstört, darunter auch das Atelier von Johann Heinrich Bleuler. Dieser fertigte ein Kreideaquarell der brennenden Brücke an. Das Original befindet sich in der Graphischen Sammlung der ETH Zürich. Im Zuge des damaligen Ereignisses war für 14 Monate ein 10'000 Mann starkes französisches Truppenkontingent in Feuerthalen stationiert.

## Kirchen
In Feuerthalen gibt es zwei Kirchen:
- Die reformierte Kirche stammt aus dem Mittelalter und wurde 1390 erstmals urkundlich erwähnt.
- Die katholische Kirche St. Leonhard, ein Rundbau, wurde 2008 eingeweiht.

## Sehenswürdigkeiten und Kultur
Immer Mitte Januar wird Hilari, ein fasnachtähnlicher Brauch, gefeiert.

## Persönlichkeiten
- Johann Ludwig Bleuler (1792–1850), Verleger, Landschaftszeichner und Maler
- Heinrich Zollinger (1818–1859), Botaniker, Geologe, Forschungsreisender im Malaiischen Archipel
- Othmar Ammann (1879–1965), schweizerisch-amerikanischer Brückenbau-Ingenieur
- Heinrich Sutermeister (1910–1995), Komponist
- Peter Sutermeister (1916–2003), Schriftsteller
- Marcel Strauss (* 1976), Radrennfahrer